# Rafał Murawski
Rafał Murawski (ur. 9 października 1981 w Malborku) – polski piłkarz, który występował na pozycji pomocnika; w latach 2006–2012 reprezentant Polski; w latach 2015–2021 współwłaściciel Arki Gdynia. 

## Kariera klubowa

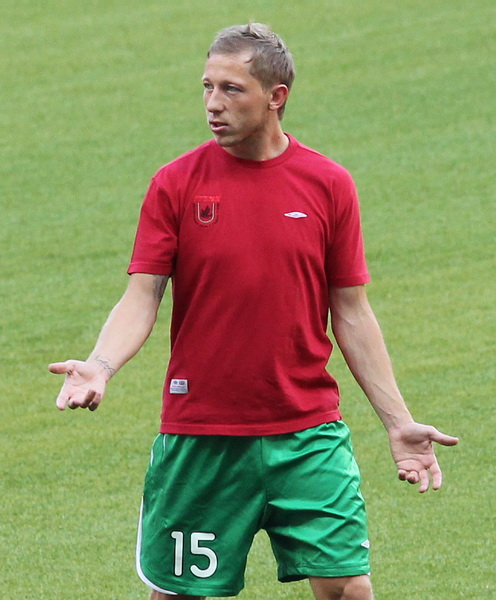
Rafał Murawski w barwach Rubina Kazań (2010)

Rafał Murawski jest wychowankiem MRKS Gdańsk. Następnie grał  w KS Królewskim Gdańsk od 1992 do 1999 i od czerwca 1999 w juniorach starszych Gedanii Gdańsk, gdzie został wypatrzony przez członków sztabu Arki Gdynia. W barwach drużyny z Trójmiasta występował na trzecim, a później na drugim szczeblu rozgrywek przez niecałe sześć sezonów. Następnie trafił do ekstraklasowego klubu Amica Wronki. Po fuzji Amiki z Lechem Poznań w 2006 roku, automatycznie stał się zawodnikiem tego drugiego klubu. 2 października 2008 roku zdobył bramkę decydującą o awansie Lecha do fazy grupowej Pucharu UEFA w ostatniej minucie dogrywki. Był to jednocześnie tysięczny gol dla polskich drużyn w europejskich pucharach. Podczas letniego okienka transferowego 2009/2010 został sprzedany do rosyjskiego Rubina Kazań. Według nieoficjalnych informacji transfer Murawskiego kosztował mistrza Rosji 3,2 mln euro. Z nowym klubem związał się trzyletnim kontraktem. W rosyjskiej lidze zadebiutował 16 sierpnia 2009, wchodząc na boisko w 60. minucie spotkania z Terekiem Grozny. Mecz zakończył się wygraną Rubina 4:0. Po spędzeniu w Rosji półtora sezonu zawodnik powrócił do Polski – jak sam tłumaczył, z powodów rodzinnych. 24 stycznia 2011 roku podpisał 3,5-letni kontrakt ze swoim poprzednim klubem – Lechem Poznań. Suma transferu wyniosła ok. 1 mln euro. Przez lata był podstawowym zawodnikiem, a także kapitanem poznańskiej drużyny. Zimą 2014 roku wespół z Bartoszem Ślusarskim w wyniku konfliktu ze sztabem szkoleniowym został dyscyplinarnie zesłany do rezerw. 21 lutego tego samego roku rozwiązał kontrakt z drużyną z Wielkopolski, a cztery dni później podpisał 2,5-letni kontrakt z Pogonią Szczecin.

## Kariera reprezentacyjna
W reprezentacji Polski zadebiutował 15 listopada 2006(dts) roku w meczu eliminacji do Euro 2008 przeciw Belgii, a pierwszego i jedynego gola strzelił 21 listopada 2007(dts) w meczu tychże eliminacji przeciw Serbii. 2 lata później uczestniczył w samej imprezie, podczas której wystąpił w dwóch meczach prowadzonej przez Leo Beenhakkera reprezentacji. W spotkaniu z Chorwacją przebiegł największy dystans spośród wszystkich polskich piłkarzy. W 2012 został powołany przez selekcjonera kadry Franciszka Smudę na Euro 2012. Podczas turnieju wystąpił we wszystkich trzech meczach grupowych, a po turnieju był uważany za jednego z winnych porażki w fazie grupowej. Ostatni mecz rozegrał 12 października przeciw RPA. W sumie w koszulce z orłem na piersi zaliczył 48 występów.

## Statystyki kariery klubowej
| Klub              | Sezon             | Liga              | Liga  | Liga   | Puchar kraju | Puchar kraju | Puchar ligi | Puchar ligi | Puchary europejskie | Puchary europejskie | Baraże | Baraże | Suma  | Suma   |
| Klub              | Sezon             | Liga              | Mecze | Bramki | Mecze        | Bramki       | Mecze       | Bramki      | Mecze               | Bramki              | Mecze  | Bramki | Mecze | Bramki |
| ----------------- | ----------------- | ----------------- | ----- | ------ | ------------ | ------------ | ----------- | ----------- | ------------------- | ------------------- | ------ | ------ | ----- | ------ |
| Arka Gdynia       | 2001/02           | II liga           | 0     | 0      | 0            | 0            | 2           | 0           | –                   | –                   | –      | –      | 2     | 0      |
| Arka Gdynia       | 2002/03           | II liga           | 28    | 7      | 1            | 0            | –           | –           | –                   | –                   | –      | –      | 29    | 7      |
| Arka Gdynia       | 2003/04           | II liga           | 30    | 0      | 3            | 1            | –           | –           | –                   | –                   | 2      | 0      | 35    | 1      |
| Arka Gdynia       | 2004/05 (j.)      | II liga           | 15    | 1      | 5            | 0            | –           | –           | –                   | –                   | –      | –      | 20    | 1      |
| Arka Gdynia       | Ogółem w Arce     | Ogółem w Arce     | 73    | 8      | 9            | 1            | 2           | 0           | –                   | –                   | 2      | 0      | 86    | 9      |
| Amica Wronki      | 2004/05 (w.)      | I liga            | 10    | 1      | 2            | 0            | –           | –           | –                   | –                   | –      | –      | 12    | 1      |
| Amica Wronki      | 2005/06           | I liga            | 30    | 2      | 3            | 0            | –           | –           | –                   | –                   | –      | –      | 33    | 2      |
| Amica Wronki      | Ogółem w Amice    | Ogółem w Amice    | 40    | 3      | 5            | 0            | –           | –           | –                   | –                   | –      | –      | 45    | 3      |
| Lech Poznań       | 2006/07           | I liga            | 30    | 2      | 4            | 0            | 2           | 0           | 2                   | 0                   | –      | –      | 38    | 2      |
| Lech Poznań       | 2007/08           | I liga            | 29    | 2      | 1            | 0            | 1           | 0           | –                   | –                   | –      | –      | 31    | 2      |
| Lech Poznań       | 2008/09           | Ekstraklasa       | 24    | 4      | 6            | 1            | –           | –           | 10                  | 2                   | –      | –      | 40    | 7      |
| Rubin Kazań       | 2009 (j.)         | Priemjer-Liga     | 7     | 1      | 0            | 0            | –           | –           | 3                   | 0                   | –      | –      | 10    | 1      |
| Rubin Kazań       | 2010              | Priemjer-Liga     | 23    | 0      | 1            | 0            | –           | –           | 7                   | 0                   | –      | –      | 31    | 0      |
| Rubin Kazań       | Ogółem w Rubinie  | Ogółem w Rubinie  | 30    | 1      | 1            | 0            | –           | –           | 10                  | 0                   | –      | –      | 41    | 1      |
| Lech Poznań       | 2010/11 (w.)      | Ekstraklasa       | 14    | 0      | 5            | 0            | –           | –           | –                   | –                   | –      | –      | 19    | 0      |
| Lech Poznań       | 2011/12           | Ekstraklasa       | 27    | 2      | 3            | 0            | –           | –           | –                   | –                   | –      | –      | 30    | 2      |
| Lech Poznań       | 2012/13           | Ekstraklasa       | 29    | 3      | 0            | 0            | –           | –           | 6                   | 1                   | –      | –      | 35    | 4      |
| Lech Poznań       | 2013/14 (j.)      | Ekstraklasa       | 9     | 2      | 1            | 0            | –           | –           | 0                   | 0                   | –      | –      | 10    | 2      |
| Lech Poznań       | Ogółem w Lechu    | Ogółem w Lechu    | 162   | 15     | 20           | 1            | 3           | 0           | 18                  | 3                   | –      | –      | 203   | 19     |
| Pogoń Szczecin    | 2013/14 (w.)      | Ekstraklasa       | 13    | 0      | 0            | 0            | –           | –           | –                   | –                   | –      | –      | 13    | 0      |
| Pogoń Szczecin    | 2014/15           | Ekstraklasa       | 36    | 3      | 2            | 0            | –           | –           | –                   | –                   | –      | –      | 38    | 3      |
| Pogoń Szczecin    | 2015/16           | Ekstraklasa       | 36    | 7      | 1            | 0            | –           | –           | –                   | –                   | –      | –      | 37    | 7      |
| Pogoń Szczecin    | 2016/17           | Ekstraklasa       | 30    | 7      | 5            | 0            | –           | –           | –                   | –                   | –      | –      | 35    | 7      |
| Pogoń Szczecin    | 2017/18           | Ekstraklasa       | 23    | 0      | 1            | 0            | –           | –           | –                   | –                   | –      | –      | 24    | 0      |
| Pogoń Szczecin    | Ogółem w Pogoni   | Ogółem w Pogoni   | 138   | 17     | 9            | 0            | –           | –           | –                   | –                   | –      | –      | 147   | 17     |
| Ogółem w karierze | Ogółem w karierze | Ogółem w karierze | 443   | 44     | 44           | 2            | 5           | 0           | 28                  | 3                   | 2      | 0      | 522   | 49     |

## Statystyki kariery reprezentacyjnej
| Mecze i gole w reprezentacji | Mecze i gole w reprezentacji | Mecze i gole w reprezentacji | Mecze i gole w reprezentacji | Mecze i gole w reprezentacji | Mecze i gole w reprezentacji | Mecze i gole w reprezentacji | Mecze i gole w reprezentacji |
| #                            | Data                         | Miasto                       | Przeciwnik                   | Gol                          | Wynik                        | Rozgrywki                    | Uwagi                        |
| ---------------------------- | ---------------------------- | ---------------------------- | ---------------------------- | ---------------------------- | ---------------------------- | ---------------------------- | ---------------------------- |
| 1.                           | 15 listopada 2006            | Bruksela                     | Belgia                       |                              | 1:0                          | el. ME 2008                  | od 79'                       |
| 2.                           | 6 grudnia 2006               | Abu Dabi                     | Zjednoczone Emiraty Arabskie |                              | 5:2                          | towarzyski                   | 90'                          |
| 3.                           | 3 lutego 2007                | Jerez de la Frontera         | Estonia                      |                              | 4:0                          | towarzyski                   | 90'                          |
| 4.                           | 17 listopada 2007            | Chorzów                      | Belgia                       |                              | 2:0                          | el. ME 2008                  | od 82'                       |
| 5.                           | 21 listopada 2007            | Belgrad                      | Serbia                       | Gol                          | 2:2                          | el. ME 2008                  | 90'                          |
| 6.                           | 2 lutego 2008                | Pafos                        | Finlandia                    |                              | 1:0                          | towarzyski                   | od 46'                       |
| 7.                           | 6 lutego 2008                | Larnaka                      | Czechy                       |                              | 2:0                          | towarzyski                   | od 83'                       |
| 8.                           | 26 maja 2008                 | Reutlingen                   | Macedonia Północna           |                              | 1:1                          | towarzyski                   | 90'                          |
| 9.                           | 27 maja 2008                 | Reutlingen                   | Albania                      |                              | 1:0                          | towarzyski                   | od 81'                       |
| 10.                          | 12 czerwca 2008              | Wiedeń                       | Austria                      |                              | 1:1                          | ME 2008                      | od 85'                       |
| 11.                          | 16 czerwca 2008              | Klagenfurt                   | Chorwacja                    |                              | 0:1                          | ME 2008                      | 90'                          |
| 12.                          | 20 sierpnia 2008             | Lwów                         | Ukraina                      |                              | 0:1                          | towarzyski                   | do 45'                       |
| 13.                          | 6 września 2008              | Wrocław                      | Słowenia                     |                              | 1:1                          | el. MŚ 2010                  | do 45'                       |
| 14.                          | 10 września 2008             | Serravalle                   | San Marino                   |                              | 2:0                          | el. MŚ 2010                  | od 88'                       |
| 15.                          | 11 października 2008         | Chorzów                      | Czechy                       |                              | 2:1                          | el. MŚ 2010                  | do 89'                       |
| 16.                          | 15 października 2008         | Bratysława                   | Słowacja                     |                              | 1:2                          | el. MŚ 2010                  | do 65'                       |
| 17.                          | 11 lutego 2009               | Vila Real de Santo António   | Walia                        |                              | 1:0                          | towarzyski                   | do 74'                       |
| 18.                          | 6 czerwca 2009               | Johannesburg                 | Południowa Afryka            |                              | 0:1                          | towarzyski                   | do 59'                       |
| 19.                          | 9 czerwca 2009               | Kapsztad                     | Irak                         |                              | 1:1                          | towarzyski                   | do 64'                       |
| 20.                          | 12 sierpnia 2009             | Bydgoszcz                    | Grecja                       |                              | 2:0                          | towarzyski                   | do 74'                       |
| 21.                          | 5 września 2009              | Chorzów                      | Irlandia Północna            |                              | 1:1                          | el. MŚ 2010                  | do 60'                       |
| 22.                          | 3 marca 2010                 | Warszawa                     | Bułgaria                     |                              | 2:0                          | towarzyski                   | do 85'                       |
| 23.                          | 8 czerwca 2010               | Murcja                       | Hiszpania                    |                              | 0:6                          | towarzyski                   | 90'                          |
| 24.                          | 11 sierpnia 2010             | Szczecin                     | Kamerun                      |                              | 0:3                          | towarzyski                   | do 58'                       |
| 25.                          | 4 września 2010              | Łódź                         | Ukraina                      |                              | 1:1                          | towarzyski                   | 90'                          |
| 26.                          | 7 września 2010              | Kraków                       | Australia                    |                              | 1:2                          | towarzyski                   | 90'                          |
| 27.                          | 9 października 2010          | Chicago                      | Stany Zjednoczone            |                              | 2:2                          | towarzyski                   | 90'                          |
| 28.                          | 12 października 2010         | Montreal                     | Ekwador                      |                              | 2:2                          | towarzyski                   | 90'                          |
| 29.                          | 17 listopada 2010            | Poznań                       | Wybrzeże Kości Słoniowej     |                              | 3:1                          | towarzyski                   | 90'                          |
| 30.                          | 9 lutego 2011                | Faro                         | Norwegia                     |                              | 1:0                          | towarzyski                   | do 88'                       |
| 31.                          | 25 marca 2011                | Kowno                        | Litwa                        |                              | 0:2                          | towarzyski                   | do 45'                       |
| 32.                          | 29 marca 2011                | Pireus                       | Grecja                       |                              | 0:0                          | towarzyski                   | od 45'                       |
| 33.                          | 5 czerwca 2011               | Warszawa                     | Argentyna                    |                              | 2:1                          | towarzyski                   | do 76'                       |
| 34.                          | 9 czerwca 2011               | Warszawa                     | Francja                      |                              | 0:1                          | towarzyski                   | 90'                          |
| 35.                          | 10 sierpnia 2011             | Lubin                        | Gruzja                       |                              | 1:0                          | towarzyski                   | do 85'                       |
| 36.                          | 6 września 2011              | Gdańsk                       | Niemcy                       |                              | 2:2                          | towarzyski                   | 90'                          |
| 37.                          | 7 października 2011          | Seul                         | Korea Południowa             |                              | 2:2                          | towarzyski                   | do 90'                       |
| 38.                          | 11 października 2011         | Wiesbaden                    | Białoruś                     |                              | 2:0                          | towarzyski                   | do 72'                       |
| 39.                          | 11 listopada 2011            | Wrocław                      | Włochy                       |                              | 0:2                          | towarzyski                   | do 80'                       |
| 40.                          | 15 listopada 2011            | Poznań                       | Węgry                        |                              | 2:1                          | towarzyski                   | od 46'                       |
| 41.                          | 22 maja 2012                 | Klagenfurt                   | Łotwa                        |                              | 1:0                          | towarzyski                   | 90'                          |
| 42.                          | 26 maja 2012                 | Klagenfurt                   | Słowacja                     |                              | 1:0                          | towarzyski                   | do 45'                       |
| 43.                          | 2 czerwca 2012               | Warszawa                     | Andora                       |                              | 4:0                          | towarzyski                   | do 58'                       |
| 44.                          | 8 czerwca 2012               | Warszawa                     | Grecja                       |                              | 1:1                          | ME 2012                      | 90'                          |
| 45.                          | 12 czerwca 2012              | Warszawa                     | Rosja                        |                              | 1:1                          | ME 2012                      | 90'                          |
| 46.                          | 16 czerwca 2012              | Wrocław                      | Czechy                       |                              | 0:1                          | ME 2012                      | do 73'                       |
| 47.                          | 7 września 2012              | Podgorica                    | Czarnogóra                   |                              | 2:2                          | el. MŚ 2014                  | od 69'                       |
| 48.                          | 12 października 2012         | Warszawa                     | Południowa Afryka            |                              | 1:0                          | towarzyski                   | od 65'                       |

## Współwłaściciel Arki Gdynia
Założona w 2004 roku spółka Football Club Sp. z .o.o. z Gdyni, której współwłaścicielem wraz m.in. z Maciejem Faltyńskim oraz prezesem jest Murawski, od 20 sierpnia 2015 roku stała się posiadaczem 25% akcji Sportowej Spółki Akcyjnej "Arka Gdynia" odkupionych za nieujawnioną kwotę od firmy C.Urlich. 20 maja 2019 r. 5% z tych akcji zostało sprzedane za 20 tys. zł spółce Ejsmond Club Sp. z o.o. w celu ich dalszej odsprzedaży kibicom; współwłaścicielem tej spółki był także Rafał Murawski. W maju 2020 Football Club Sp. z o.o. zmniejszył stan posiadania z 20 do 16% akcji SSA na rzecz byłego prezesa klubu Wojciecha Pertkiewicza, Przemysława Adama, Mariusza Czoski oraz Mariusza Delgasa (objęli po 1% akcji). 19 stycznia 2021 roku Marcin Gruchała odkupił od Football Club sp. z o.o. cały pozostały pakiet 16% akcji Arki Gdynia S.A.